# Aphytis japonicus
Aphytis japonicus är en stekelart som beskrevs av Debach och Azim 1962. Aphytis japonicus ingår i släktet Aphytis och familjen växtlussteklar. Inga underarter finns listade i Catalogue of Life.